# (901) Brunsia
(901) Brunsia ist ein Asteroid des Hauptgürtels, der am 30. August 1918 vom deutschen Astronomen Max Wolf in Heidelberg entdeckt wurde.
Benannt ist der Asteroid nach dem deutschen Astronomen Ernst Heinrich Bruns.